# Стельвіо
Стельвіо (італ. Stelvio) — муніципалітет в Італії, у регіоні Трентіно-Альто-Адідже,  провінція Больцано.
Стельвіо розташоване на відстані близько 550 км на північ від Рима, 75 км на північний захід від Тренто, 65 км на захід від Больцано.
Населення — 1158 осіб (2014).

## Демографія
Населення за роками:

Станом на 1 січня 2023 року в муніципалітеті офіційно проживали 122 іноземці з 20 країн, серед них 65 громадян країн Євросоюзу та 4 громадяни України.

## Сусідні муніципалітети
- Борміо
- Лаза
- Мартелло
- Мстаїр
- Прато-алло-Стельвіо
- Санта-Марія-Валь-Мстаїр
- Тубре
- Вальфурва